# Rikiosatoa albifera
Rikiosatoa albifera là một loài bướm đêm trong họ Geometridae.